# Stichting Joods Maatschappelijk Werk
De Stichting Joods Maatschappelijk Werk (JMW) coördineert de sociale zorg voor de Joodse Gemeenschap in Nederland. Deze sociale zorg bestaat uit maatschappelijke hulp en sociaal-culturele activiteiten. 
De Stichting Joods Maatschappelijk Werk werd opgericht in 1946. In het begin hield JMW zich vooral bezig met de zorg voor Joodse vervolgingsslachtoffers, vanaf de jaren tachtig van de 20e eeuw heeft JMW zijn aandacht verbreed naar de naoorlogse generaties. Een van de belangrijkste activiteiten van JMW is nog steeds het maatschappelijk werk. Dit onderdeel van JMW helpt mensen met een Joodse achtergrond met problemen op het gebied van financiën, huisvesting, werk, en opname in een verzorgings- of verpleeghuis. Ook met vragen over oorlogsproblematiek en de Joodse identiteit kunnen mensen terecht bij het JMW. De thuiszorg is in 2018 overgedragen aan Cordaan, die nu de specifieke thuiszorg voor de Joodse doelgroep verzorgt. Verder organiseert JMW groepsactiviteiten en cursussen. Voor jongeren heeft JMW een aparte tak opgericht onder de naam Freyda en voor Israëliërs worden er activiteiten ontplooid onder de naam Catom (voorheen Tsavta). JMW heeft een ontmoetingscentrum voor Joodse 60+ers in Amsterdam genaamd Lev en geeft vier keer per jaar een blad uit, de Benjamin. 
JMW is een landelijke organisatie met een hoofdkantoor in Amsterdam. JMW kent een directeur-bestuurder, een Raad van Toezicht, een Cliënt- en Deelnemersraad en een Gemeenschapsraad. In die Gemeenschapsraad is een breed scala aan organisaties vertegenwoordigd zoals de drie Joodse kerkgenootschappen in Nederland, organisaties voor oorlogsgetroffenen, ouderen, jeugd en sociaal-culturele organisaties. 